# Artur Kapp
Artur Kapp (Suure-Jaani, 28 febbraio 1878 – 14 gennaio 1952) è stato un compositore estone.

## Biografia
Nato nell'allora impero russo, si è formato presso il Conservatorio di San Pietroburgo, diplomandosi nel 1900. Fino agli anni '20 ha lavorato ad Astrachan' come direttore musicale, prima di tornare in Estonia, dove ha insegnato al conservatorio. Tra i suoi studenti si annoverano Evald Aav e Gustav Ernesaks.  
Insieme a Rudolf Tobias è considerato uno dei padri della musica sinfonica estone.
Anche il figlio Eugen Kapp e il nipote Villem Kapp diventarono degli importanti compositori.
Tra le opere più conosciute vin sono la cantata Paradiis ja Peri (1900) e la overture Don Carlos.
Dopo l'invasione sovietica dell'Estonia durante la seconda guerra mondiale, fu costretto a ritirarsi dalla sua attività. Morì nel 1952 all'età di 73 anni.